# Cortodera nitidipennis
Cortodera nitidipennis är en skalbaggsart som först beskrevs av Thomas Casey 1913.  Cortodera nitidipennis ingår i släktet Cortodera och familjen långhorningar. Inga underarter finns listade i Catalogue of Life.